# Kieler Straße 4 (Magdeburg)
Das Gebäude Kieler Straße 4 war ein ehemals denkmalgeschütztes Wohnhaus im Magdeburger Stadtteil Westerhüsen.

## Lage
Es befand sich im Ortszentrum Westerhüsens auf der Nordseite der Kieler Straße. Etwas weiter östlich des Standorts befindet sich die nahe am Ufer der Elbe gelegene Gerloffsche Villa, südlich der Bischoffsche Hof.

## Geschichte und Architektur

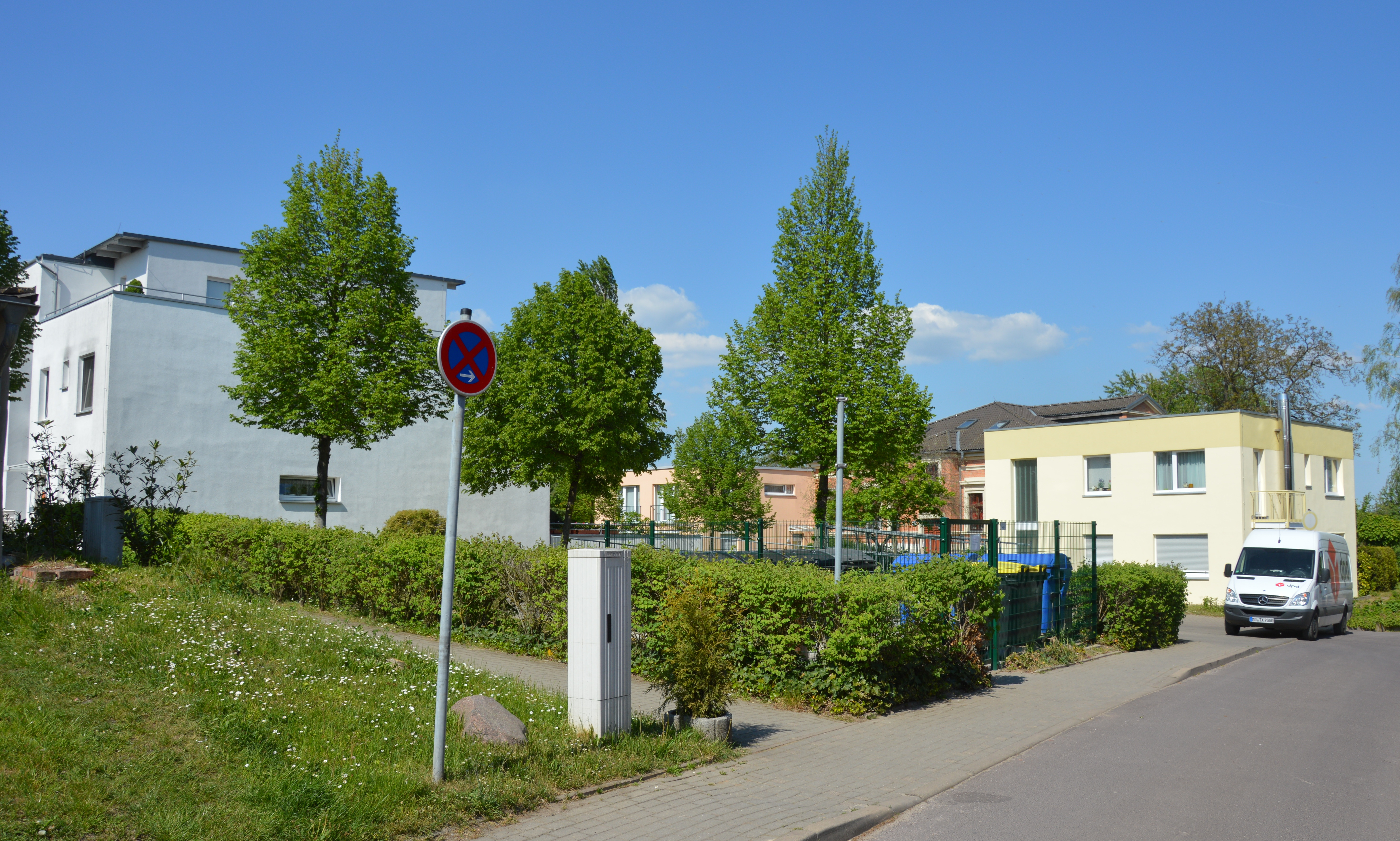
Neubebauung, 2016

Bei dem Gebäude handelte es sich um das Wohnhaus eines sogenannten Dreilingerguts. Es war 1854 nach dem im gleichen Jahr erfolgten Abriss des alten Dreilingerhauses neu an der Straße errichtet worden. Vom alten auf dem Hof stehenden Haus blieb jedoch der als Tonnengewölbe erbaute Keller erhalten. Überliefert ist, dass das Anwesen am 18. Mai 1750 von einem Großbrand betroffen war, der Teile des Dorfes Westerhüsen zerstört hatte.
An der Nordwestseite der Hofanlage befand sich ein 1864 erbauter Stall, der 1891 erweitert worden war. 1885 entstand vorn, östlich des Hauses ein neuer Stall.
Vor dem Jahr 1792 gehörte der Hof Johann Andreas Stöffler, dem damaligen Besitzer des späteren Weibezahlschen Hofs, der es von seinem Vater Johann Stoeffler übernommen hatte. 1792 übernahm es dann Johann Gottfried Stöffler, der ab 1820 Bürgermeister Westerhüsens war, dem 1827 Johann Wilhelm Christoph Stöffler als Eigentümer nachfolgte. Die Beziehung zum Weibezahlschen Hof blieb bestehen. 1852 wurde es dann Wohnhaus des Schmiedemeisters Ludwig Schoppe, bis es 1891 der Dreher Karl Schoppe übernahm.
Zumindest noch in den 1990er Jahren war das Wohnhaus im örtlichen Denkmalverzeichnis unter der Erfassungsnummer 094 17319 verzeichnet. Es wurde dann jedoch um die Jahrtausendwende abgerissen und wird zumindest seit 2009 nicht mehr als Baudenkmal geführt. Das Gebiet wurde mit neuen Wohnhäusern bebaut.